# Жутуље
Жутуље (Dasyatidae) су породица ража, риба са хрскавичавим скелетом, рушљориба. Имају јако леђно-трбушно спљоштено тело које је облика ромба и издужено, а на странама нешто мало заобљено. Грудна пераја су широко срасла са трупом и обухватају главу, градећи према напред шпиц. Леђна пераја немају, а реп им је дугачак у облику бича са једном тестерасто назубљеном отровном бодљом. Реп је претворен у одбрамбени бич, а леђно пераје у одбрамбену бодљу. Рађају живе младунце (вивипарни су).
Овој породици припада жутуља (Dasyatis pastinaca). Реп је дужи од трупа при чему то не прелази 1,5 дужине трупа. Леђна страна је плаво-сива до сиво-жута, са проређеним белим тачкама. Живи на муљевитом и песковитом тлу, а може се ретко наћи и међу алгама. 